# José de Araníbar
José Nicolás de Araníbar y Llano (Lima, 1835- Lima, 1903), fue un abogado, magistrado, diplomático y político peruano. Fue ministro de Justicia (1871), Ministro de Hacienda (1876-1877 y 1886) y Presidente del Consejo de Ministros (1886), así como senador y fiscal supremo. Fue también comisionado especial del gobierno peruano en la negociación con el Comité inglés de tenedores de bonos de la deuda externa peruana, durante el primer gobierno del general Andrés A. Cáceres.

## Biografía
Hijo de Nicolás de Aranibar y Fernández Cornejo, abogado, magistrado y político, y de Lorenza de Llano de la Casa. Su padre fue una figura destacada de los inicios de la República, habiendo sido uno de los presidentes del primer Congreso Constituyente del Perú (1823), así como Ministro de Gobierno y Relaciones Exteriores (1832) y Presidente de la Corte Suprema.
Estudió en el Seminario de Santo Toribio y en el Colegio Guadalupe. Como su padre siguió la carrera de Leyes. En el Convictorio de San Carlos se graduó de bachiller en Jurisprudencia. El 15 de noviembre de 1860 se incorporó al Colegio de Abogados de Lima. En 1867 fue nombrado asesor del Tribunal del Consulado de Lima.
Se casó con la dama trujillana Manuela Madalengoitia del Risco, y en segundas nupcias con Amalia Ollague Moreno.
Fue ministro de Justicia e Instrucción en el gobierno de José Balta, de 25 de mayo de 1870 a 17 de octubre de 1871. En 1874 fue elegido senador por Lima. Por resolución legislativa del 1 de agosto de 1876, a propuesta del Ejecutivo, el Congreso lo eligió fiscal de la Corte Suprema del Perú, por muerte de su titular José Gregorio Paz Soldán. Se caracterizó por su interés en hacer pesquisas a la Casa Dreyfus, con la que el gobierno de Balta había firmado el célebre Contrato Dreyfus y pidió que se exigiera coactivamente a dicha empresa la rendición de cuentas sobre las utilidades obtenidas.
Fue nombrado ministro de Hacienda al iniciarse el segundo gobierno de Mariano Ignacio Prado, cargo que ejerció de 2 de agosto de 1876 a 8 de junio de 1877. Renunció a raíz del escándalo suscitado en torno al sometimiento del monitor Huáscar (que un grupo de rebeldes encabezados por Nicolás de Piérola habían tomado) y los subsiguientes tumultos surgidos en Lima y Callao.
Junto con Emilio Althaus y Flores del Campo fue comisionado en Europa ese mismo año con amplias facultades para celebrar contratos de transacción con los contratistas del guano, sin que llegara a obtener resultados concretos.
Nuevamente fue Ministro de Hacienda, esta vez en el segundo gabinete del primer gobierno de Andrés A. Cáceres, asumiendo a la vez la presidencia del Consejo de Ministros (6 de octubre de 1886). Le acompañaban en el gabinete: Ramón Ribeyro (Relaciones Exteriores); Manuel Velarde Seoane (Gobierno); Luis Felipe Villarán (Justicia e Instrucción); y el coronel Justiniano Borgoño. Durante su gestión le tocó recibir la propuesta que Michael P. Grace, en nombre de los tenedores de bonos de la deuda externa peruana, hizo sobre un proyecto de bases para cancelar y anular las obligaciones que tenía el Perú sobre la deuda contraída en 1869, 1870 y 1872. Renunció el 20 de noviembre de 1886, al parecer por discrepancias con el presidente Cáceres. Apenas había ejercido el ministerio durante un mes y medio.
Para negociar con los tenedores de bonos la contrapropuesta del gobierno peruano, fue comisionado a Londres, donde se reunió con sir Henry Whatley Tyler, presidente del comité de tenedores de bonos, y con Michael P. Grace y Gerald Augustus Ollard. Se firmó el llamado Contrato Araníbar-Tyler (26 de mayo de 1887), antecedente del Contrato Aspíllaga-Donoughmore, más conocido como el Contrato Grace, por el cual el Comité inglés de tenedores de bonos liberaba al Perú del pago de su deuda externa, a cambio de la entrega de la administración de sus ferrocarriles por 66 años, entre otros concesiones.
En 1891 fue nombrado ministro plenipotenciario en Bélgica. En 1896 se le encomendó la misión de representar los derechos del Perú ante el Tribunal Arbitral de Lausana.

## Obras
- Documentos relativos a los cargos que hace el Fiscal D. D. José Araníbar a la Casa de Dreyfus Hermanos y Ca Por Diferencias de Precios. Utilidades en la manipulación del huano y mejor medio de venderlo... París, Imp. del Teatro, 1878.
- Cartas del doctor don José Araníbar sobre las observaciones hechas por "El Comercio" al contrato celebrado con los acreedores del Perú. Imp. de "El Comercio", Lima, 1887.